# Conil (Lanzarote)
Conil es una localidad del municipio de Tías, Lanzarote, Canarias, España. En 2016 contaba con 372 habitantes. Es un caserío extenso que se encuentra compartido a ambos lados de la carretera que conduce de Tías a La Geria.

## Toponimia
El pueblo recibe el nombre de la montaña que se encuentra en su parte noroeste y que por sus pequeñas dimensiones se denomina Morro de Conil. Se desconoce el origen del término especulándose con la posibilidad de que sea aborigen o quizá esté relacionado con una palabra del francés medieval cuyo significado era "conejo",